# Riksänkedrottningens livregemente till fot

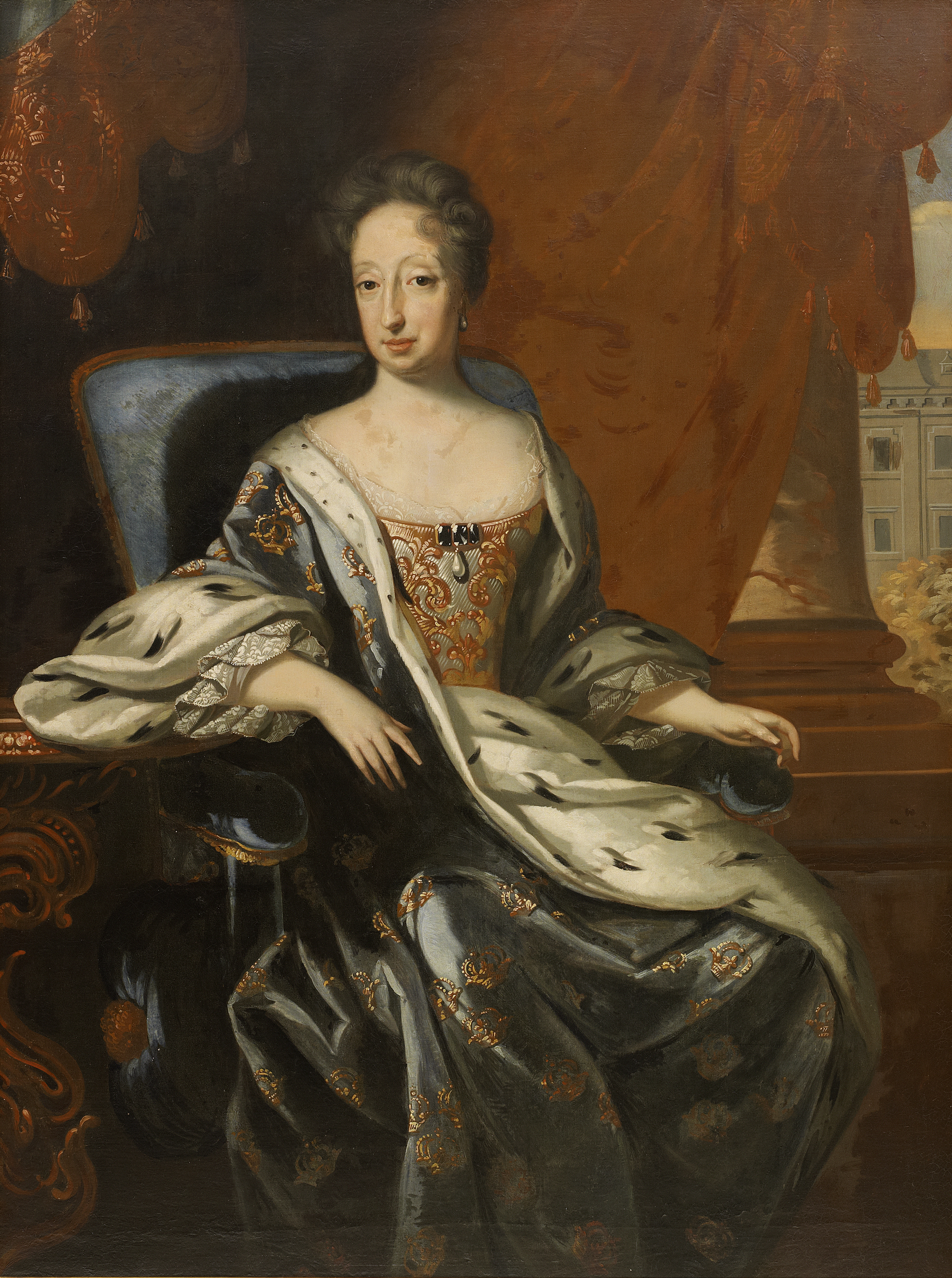
Riksänkedrottning Hedvig Eleonora porträtterad av David von Krafft ca 1706.

Riksänkedrottningens livregemente till fot var ett svenskt infanteriförband inom Krigsmakten som verkade mellan åren 1682 och 1721. Förbandet var ett värvat och var förlagt till Stettin, Svenska Pommern.

## Historik
Regementet sattes upp år 1682 i Stettin där det värvades. Namnet Riksänkedrottningen kom ifrån Hedvig Eleonora av Holstein-Gottorp. År 1686 slogs regementet samma med en fristående bataljon, Erskines bataljon och von Sydows dragonregemente. Regementet gick då under namnet (Andra) Stettinska infanteriregementet och Livregementet till fot. Från år 1692 antogs namnet Riksänkedrottningens livregemente till fot i Pommern, och regementet bestod då av 1200 soldater. Under år 1694 förlades delar av detacherades regementet i övriga delar av Pommern. Under det Stora nordiska kriget föll delar av regementet år 1713 i fångenskap, I samband med att Stettin kapitulerade, efter att belägrats i över en månad. År 1715 föll resterande delar av regementet i fångenskap i samband med att Stralsund kapitulerade i december 1715. I samband med kapitulationen gick regementschefen von Trautwetter i fångenskap. År 1718 frigavs han och utnämndes då till överkommendant över de svenska befästningar i Pommern.  Efter att staden återlämnades till Sverige år 1720, kom regementet att upplösas år 1721.

## Regementschefer
- 1682–1706: Carl Leonhard Müller von der Lühnen [3]
- 1707–1715: Johan Christoffer Stuart [4]
- 1715–1721: Johan Reinhold von Trautwetter [2]